# Fargesia nitida
Fargesia nitida ist eine Bambus-Art in der Gattung  Fargesia innerhalb der Familie der Süßgräser (Poaceae).

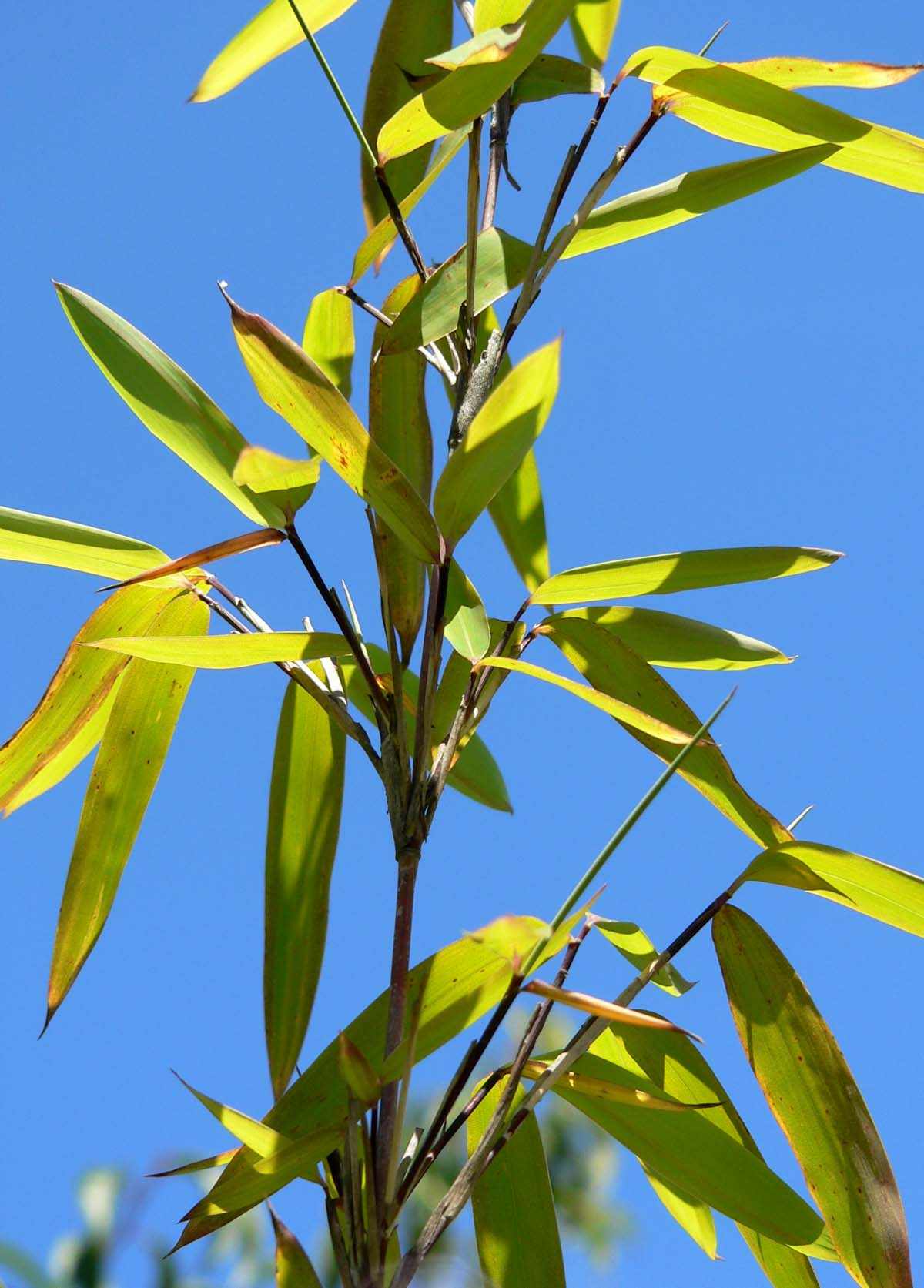
Spross

## Beschreibung
Die Halme sind 10 bis 20 mm im Durchmesser und 3 bis 5 m hoch. Ältere Halme werden blauschwarz; die Blattscheiden bleiben erhalten. Die Internodien sind 11 bis 20 Zentimeter lang. Die Blätter wachsen sehr dicht, sind 4 bis 8 cm lang, 0,5 bis 1 cm breit und glänzend grün. Fargesia nitida bildet wie andere Fargesia-Arten Horste. Die Infloreszenz ist von 1 bis 3 Hüllblättern umgeben. Die Ährchen sind 11 bis 25 Millimeter lang. Jedes Ährchen hat 1 oder 2 lederige Hüllspelzen, die zugespitzt oder stumpf sind. Die Deckspelze hat eine stumpfe Spitze, während die Vorspelze zweispaltig ist. Der Fruchtknoten hat einen Griffel und 3 Narben.

## Taxonomie
Fargesia nitida wurde 1895 von William Jackson Bean in Gardeners' Chronicle Serie 3 Band 17 Seite 762 als Arundinaria nitida
erstbeschrieben. Bean übernahm den Namen von Algernon Mitford, Baron Redesdale. Die Art wurde 1985 von Tong Pei Yi in Journal of Bamboo Research Band 4 Teil 2 Seite 30 als Fargesia nitida (Mitford ex Bean) Keng f. ex T.P.Yi in die Gattung Fargesia gestellt. Yi übernahm damit einen Namen von Pai Chieh Keng. Der Name Fargesia erinnert an den französischen Missionar in West-China, Paul Guillaume Farges (1844–1912). "nitida" bedeutet glänzend, womit die Blätter gemeint sind.

## Verbreitung
Das Verbreitungsgebiet umfasst China und die Innere Mongolei. Die Art kommt vor im üstlihen und südlichen Gansu, im südlichen Ningxia, östlichen Qinghai und westlichen Sichuan. Die Heimat von Fargesia nitida sind Bergwälder in Höhenlagen von 2400 bis 4100 m in Nordost-China. Sie ist eine der wichtigsten Futterpflanzen des Großen Panda.

## Kultur

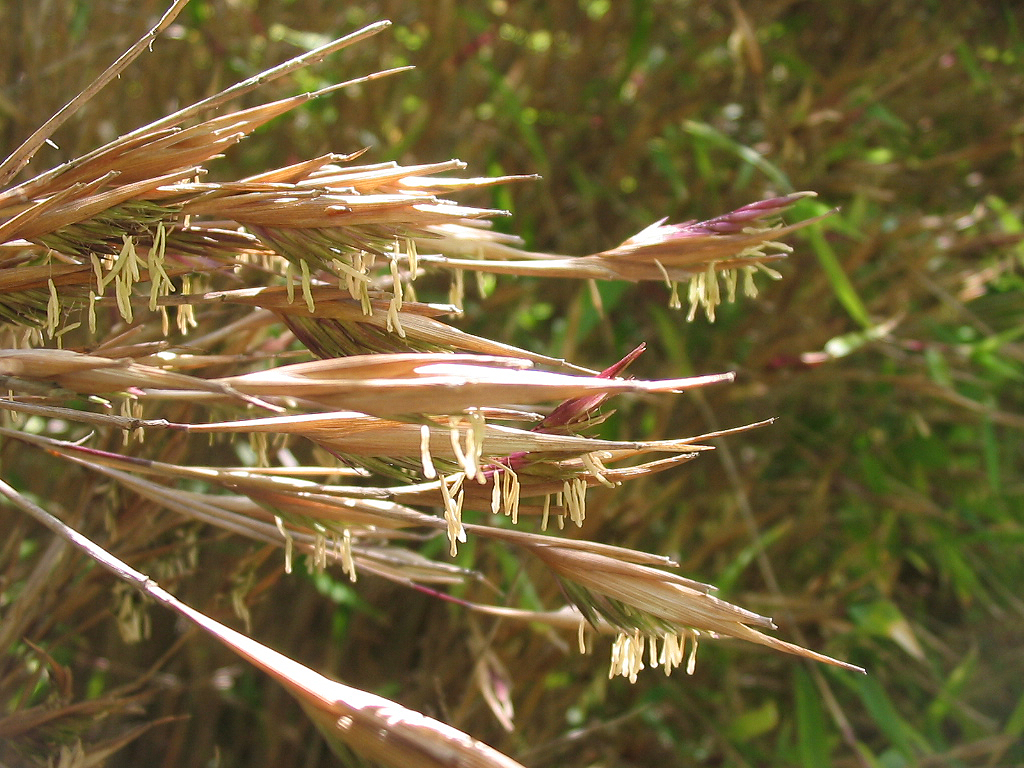
Blühende Fargesia nitida

Fargesia nitida wurde 1889 in Europa (England) eingeführt. Die Pflanze ist winterhart und erträgt Temperaturen von −18 bis −28 °C. Sie gedeiht auf lockeren, durchlässigen und gut wasserversorgten Böden am besten und bevorzugt eine hohe Luftfeuchtigkeit.
Von 1993 bis ca. 2010 blühte Fargesia nitida weltweit. Nach der Blüte stirbt der Bambus. Fargesia nitida ist der in Europa am häufigsten gepflanzte Bambus.

## Nutzung
Im Heimatland China dienen die Halme u. a. als Stützen für kletternde Speisepflanzen. Sie werden auch zur Herstellung langer Pfeifen verwendet.
In Deutschland wird die Pflanze in Gärten gerne als Randbepflanzung und an Gewässern gepflanzt. Seine ökologische Bedeutung für die heimische Tierwelt ist vermutlich gering.